# Montreuil-aux-Lions
Montreuil-aux-Lions è un comune francese di 1 432 abitanti situato nel dipartimento dell'Aisne della regione dell'Alta Francia.

## Società

### Evoluzione demografica
Abitanti censiti

## Archeologia
Reperti archeologici dagli scavi nel territorio comunale:

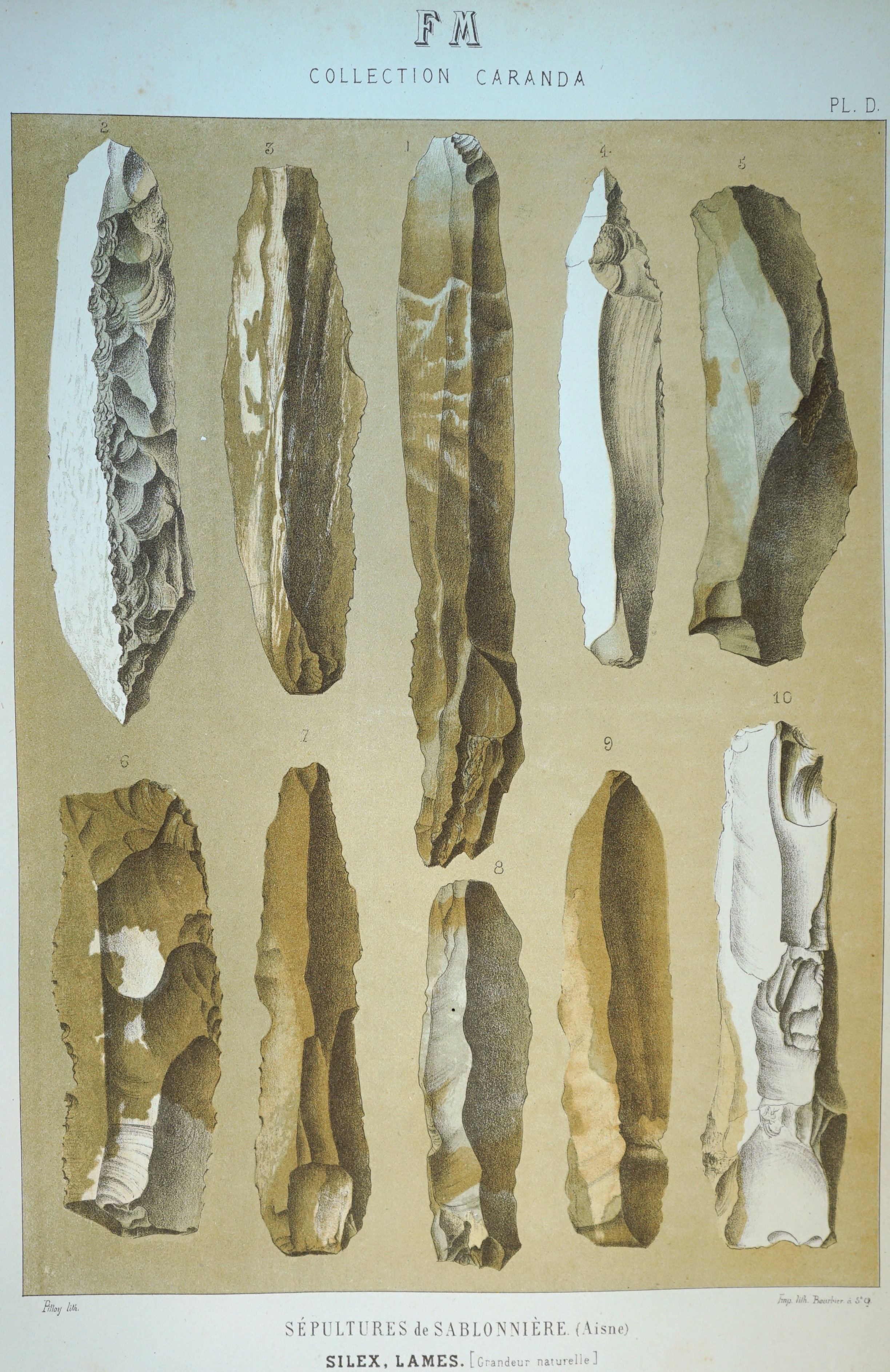
Oggetti in pietra
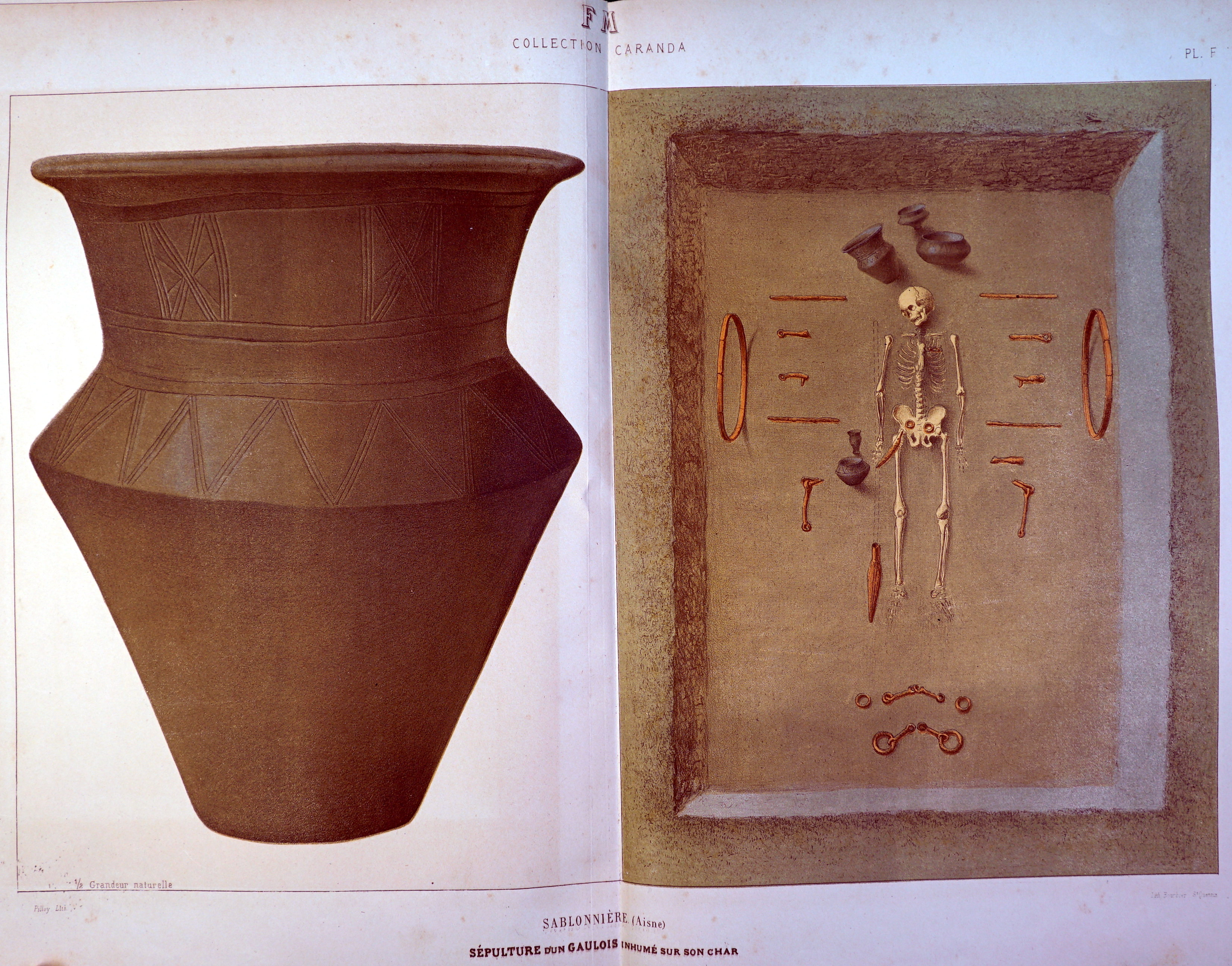
Tombe a carro
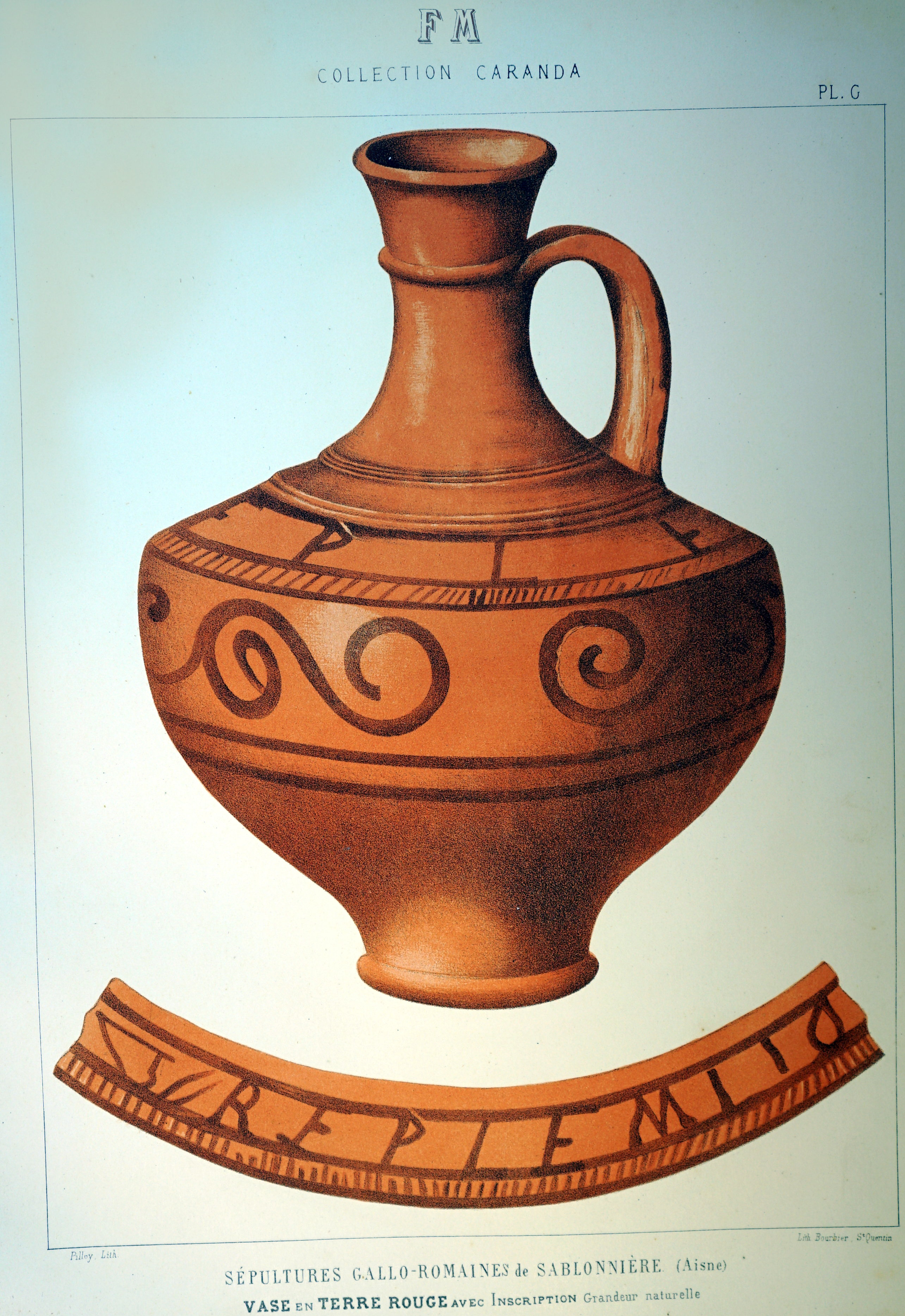
Oggetti gallo-romani
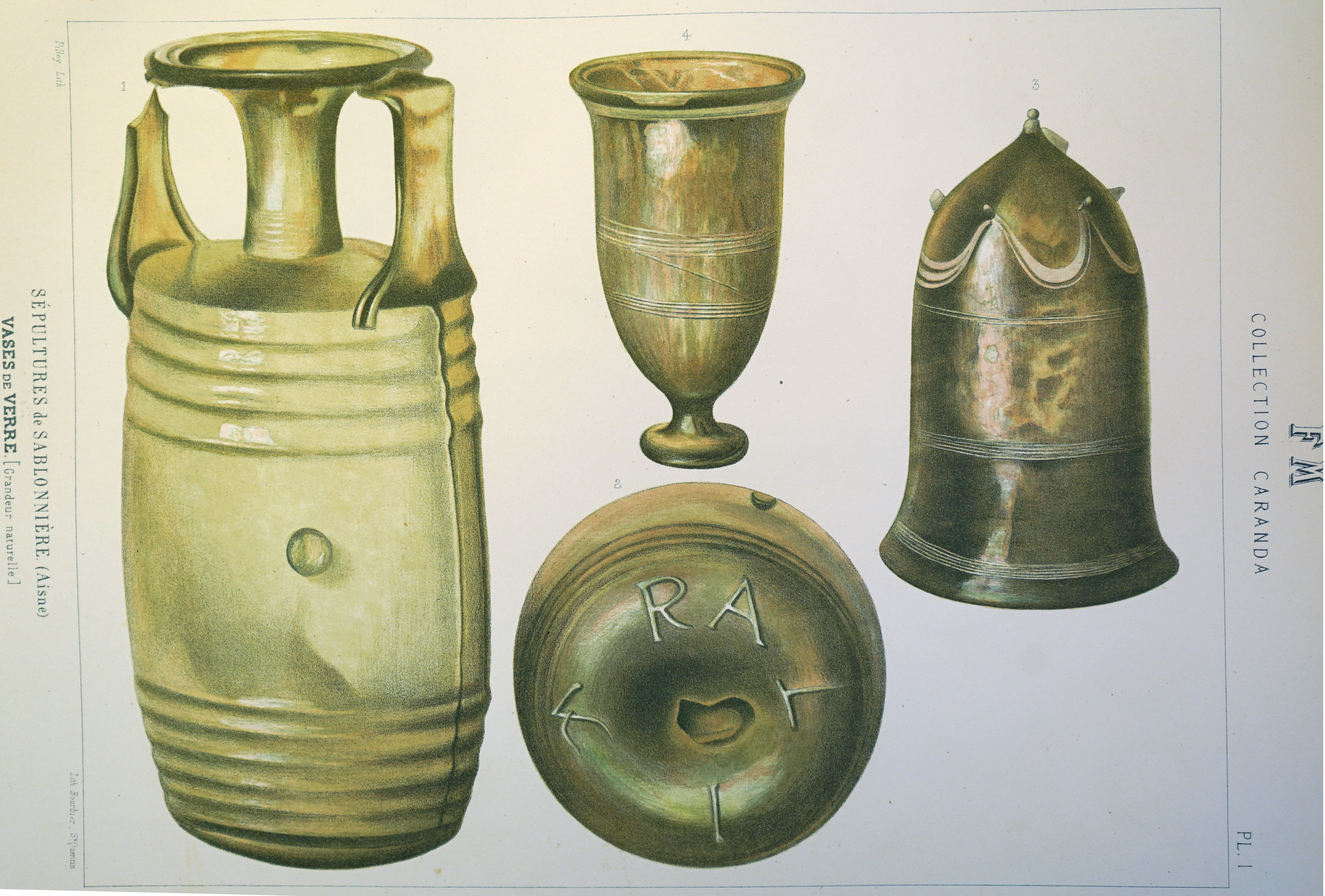
Oggetti merovingi
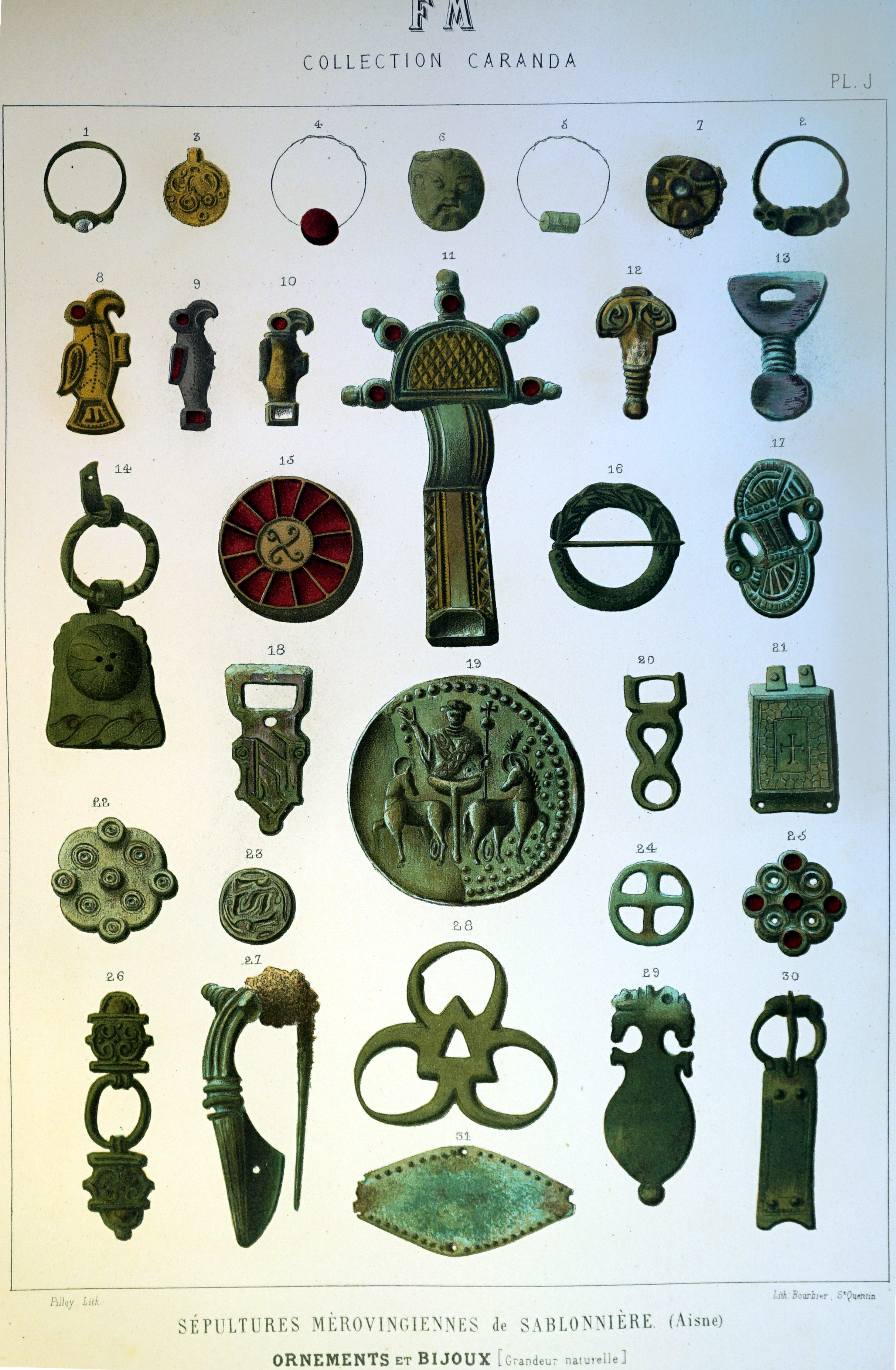
Reperti a Sablonière.